# آشپزی اوکراینی

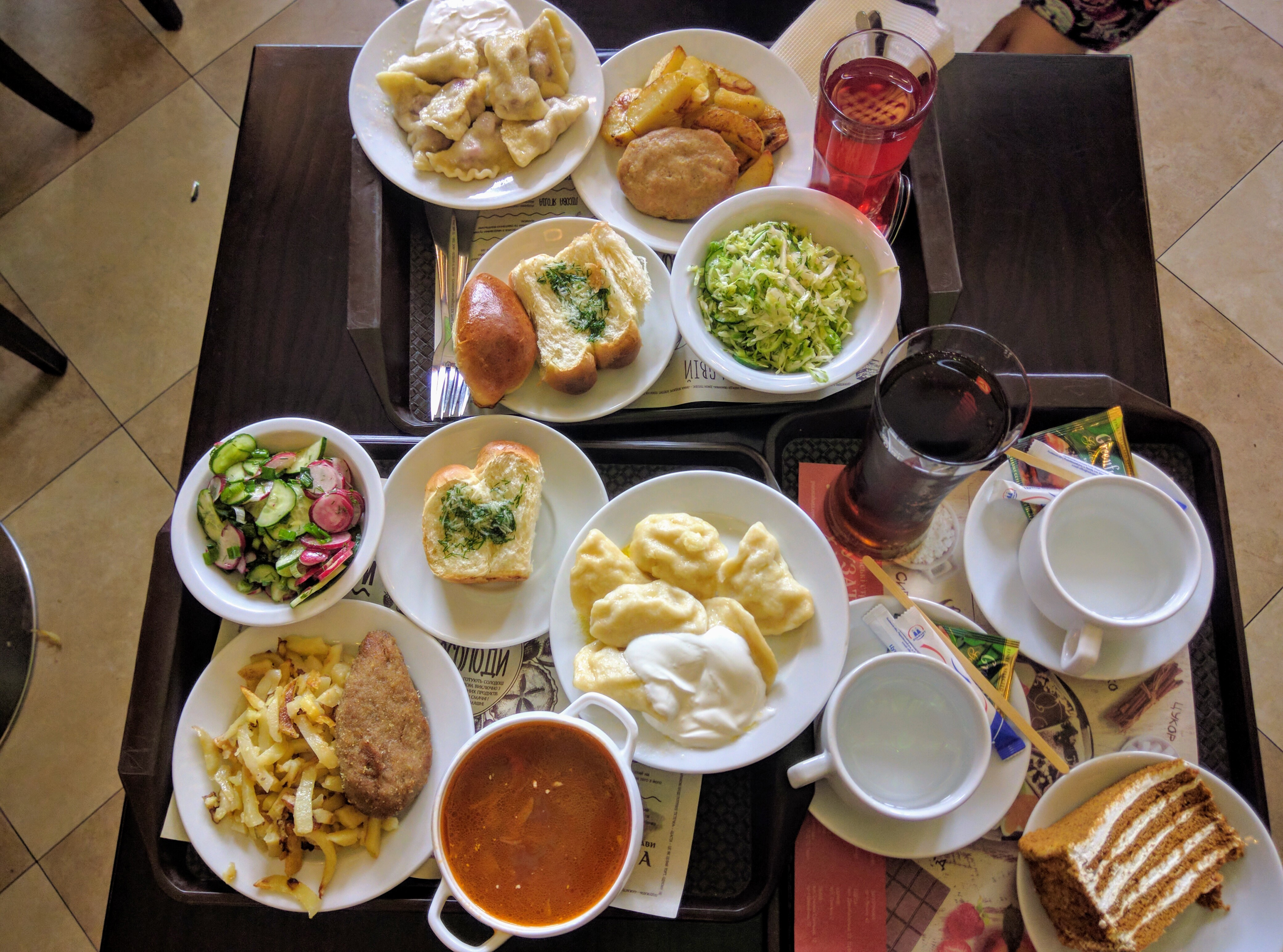
غذاهای محبوب اوکراینی

غذاهای اوکراینی مجموعه ای از سنت‌های مختلف آشپزی مردم اوکراین است که طی سالیان متمادی جمع شده‌اند. غذاها به شدت تحت تأثیر خاک غنی و چورنوزم قرار دارند که مواد تشکیل دهنده آن از آن می‌آیند و اغلب اجزای زیادی را درگیر می‌کنند.
غذای ملی اوکراین که غیرقابل انکار از این کشور سرچشمه می‌گیرد، سوپ برش است. با این حال، پیروگی و دلمه کلم‌پیچ نیز مورد علاقه ملی مردم اوکراین محسوب می‌شوند و یک وعده غذایی معمول در رستوران‌های سنتی اوکراین هستند.
غذاهای اوکراینی به دلیل وسعت کشور و منابع غذایی فراوان، انواع مختلفی از شاخه‌های غذایی (کربوهیدرات، چربی، پروتئین، میوه و سبزیجات) را در خود جای داده‌است. غذاهای سنتی اوکراینی غالباً یک فرایند پخت پیچیده را طی می‌کنند. در ابتدا آنها سرخ یا جوشانده می‌شوند، و سپس خورشت یا پخته می‌شوند. این متمایزترین ویژگی آشپزی اوکراینی است ".

## سوپ‌ها
محصولات نان و گندم برای غذاهای اوکراینی مهم است. تزیینات روی آن می‌تواند برای جشن‌ها کاملاً مفصل باشد.

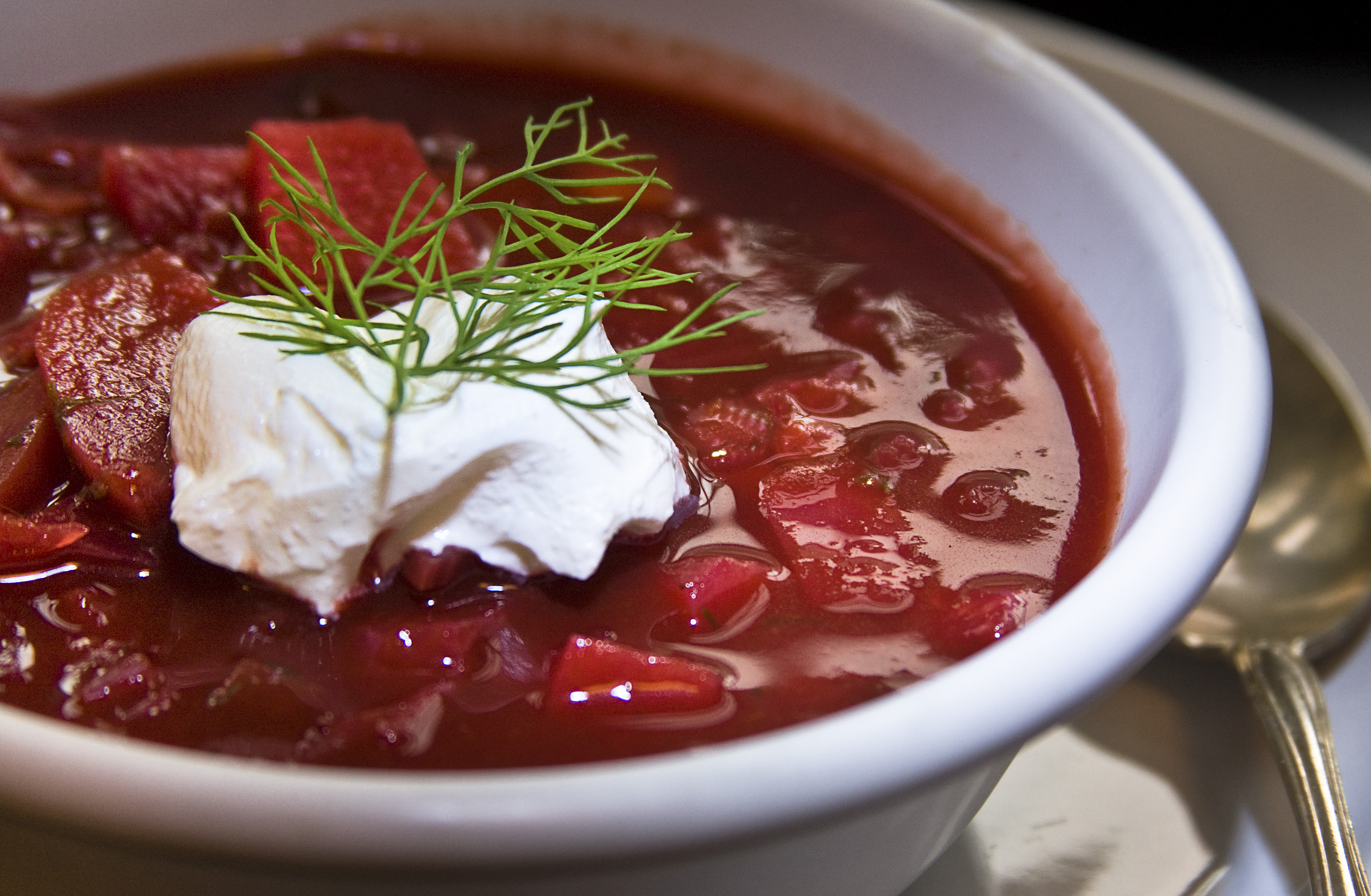
بورچچ اوکراینی با اسمیتانا
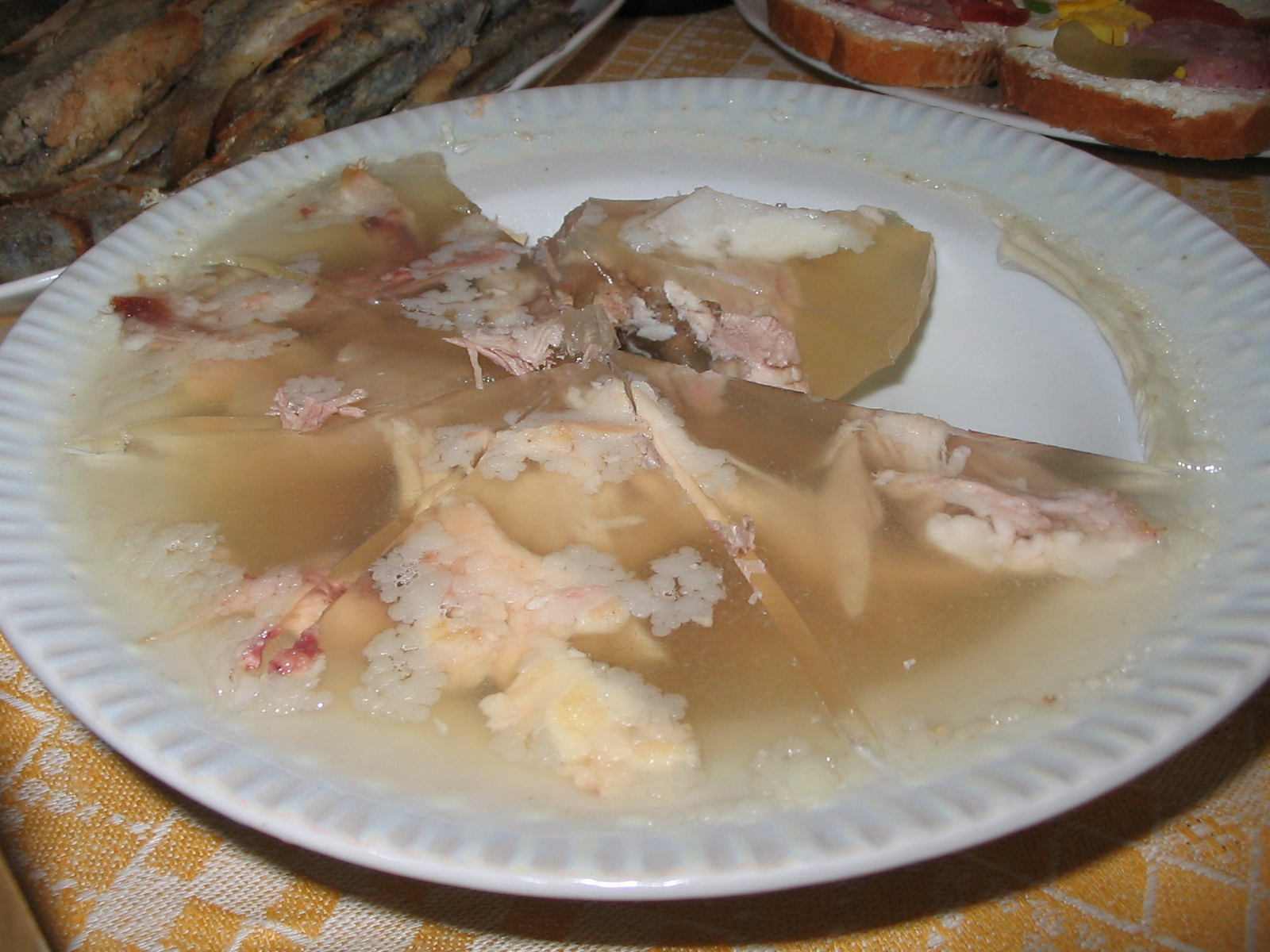
خولودتس
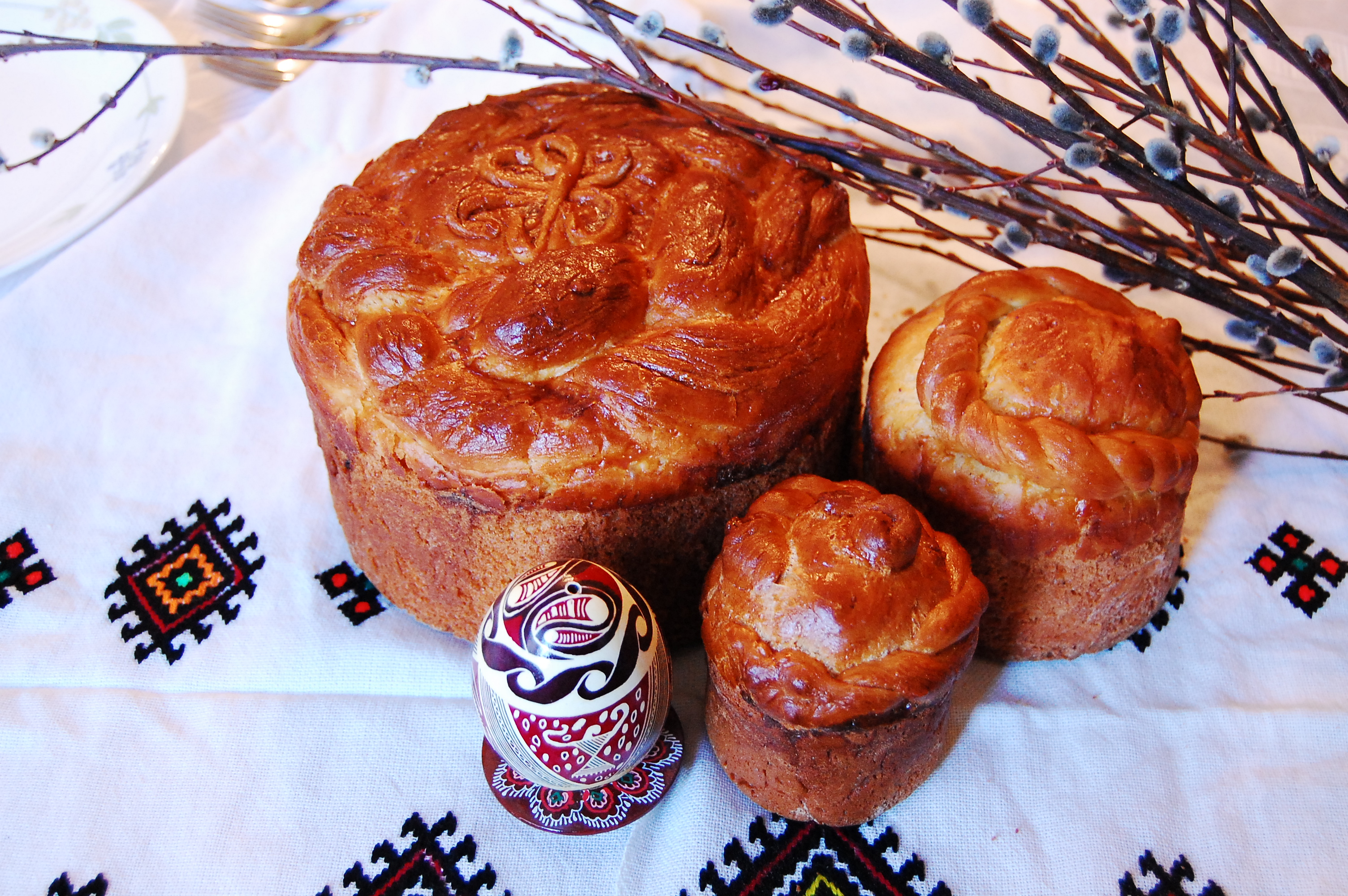
پاسکا سنتی اوکراینی
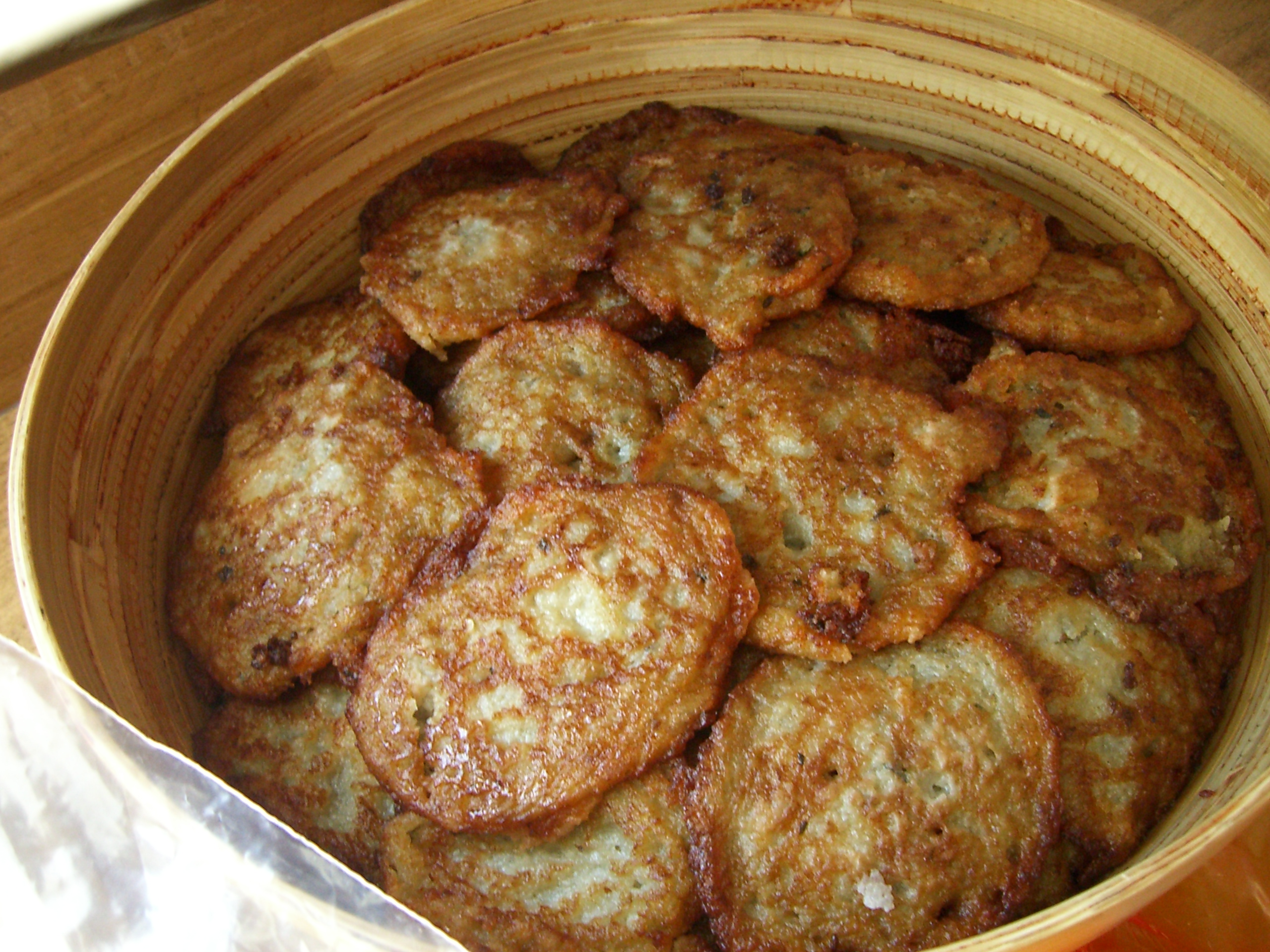
درونی در یک ظرف غذای سنتی.
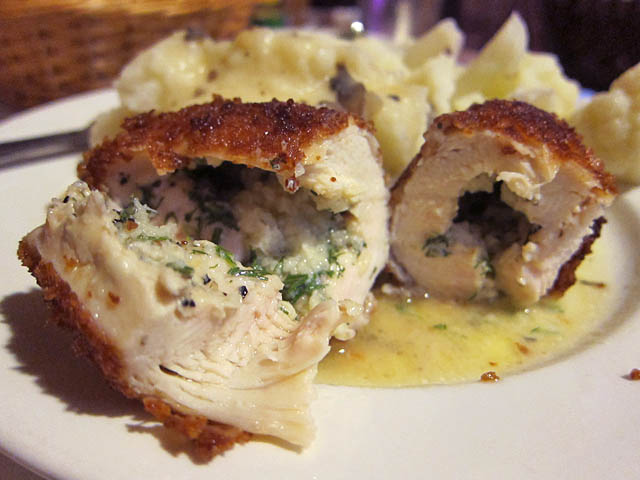
Kotleta po-kyivsky (مرغ به سبک کیف)
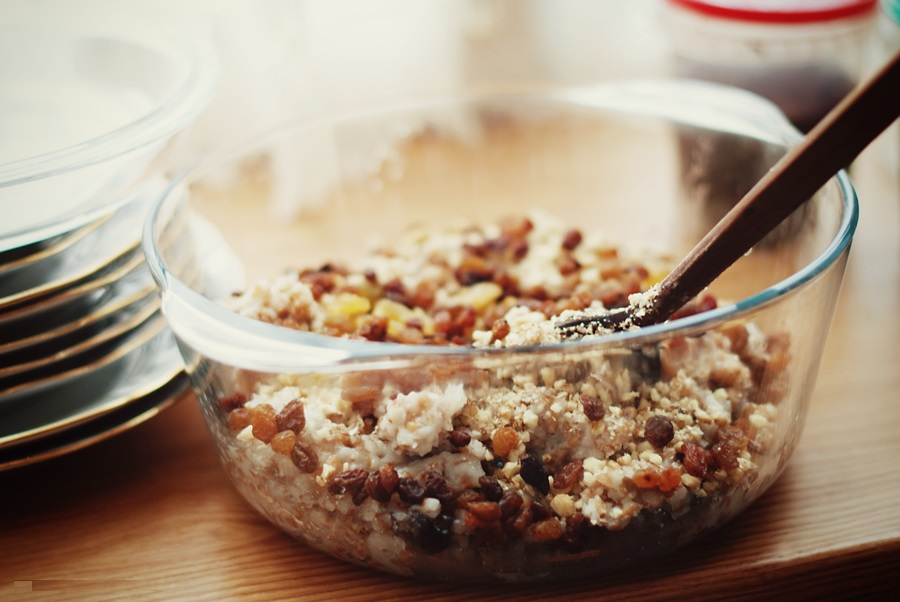
[[Kutia|کوتیا
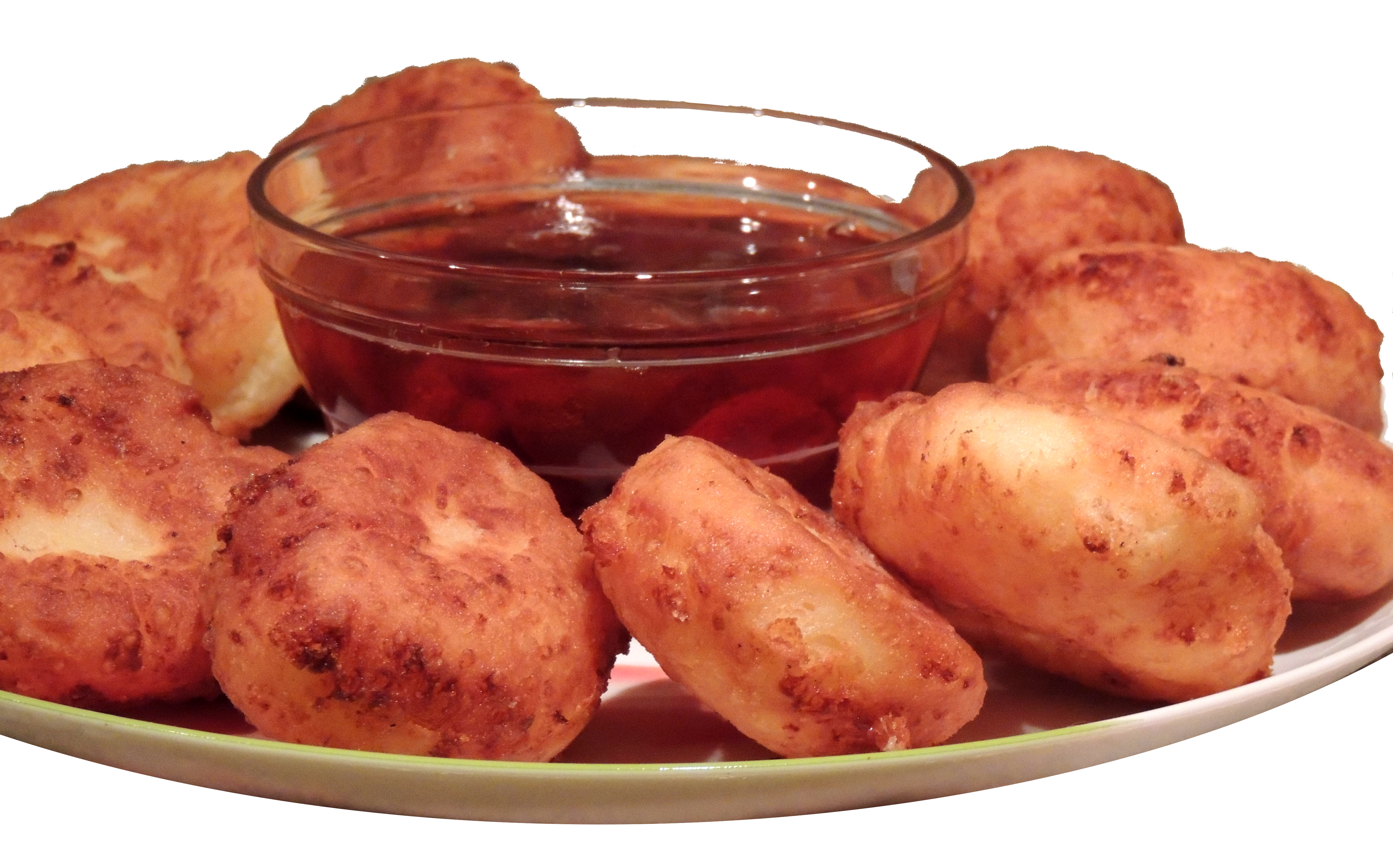
سیرنیکی با کشمش
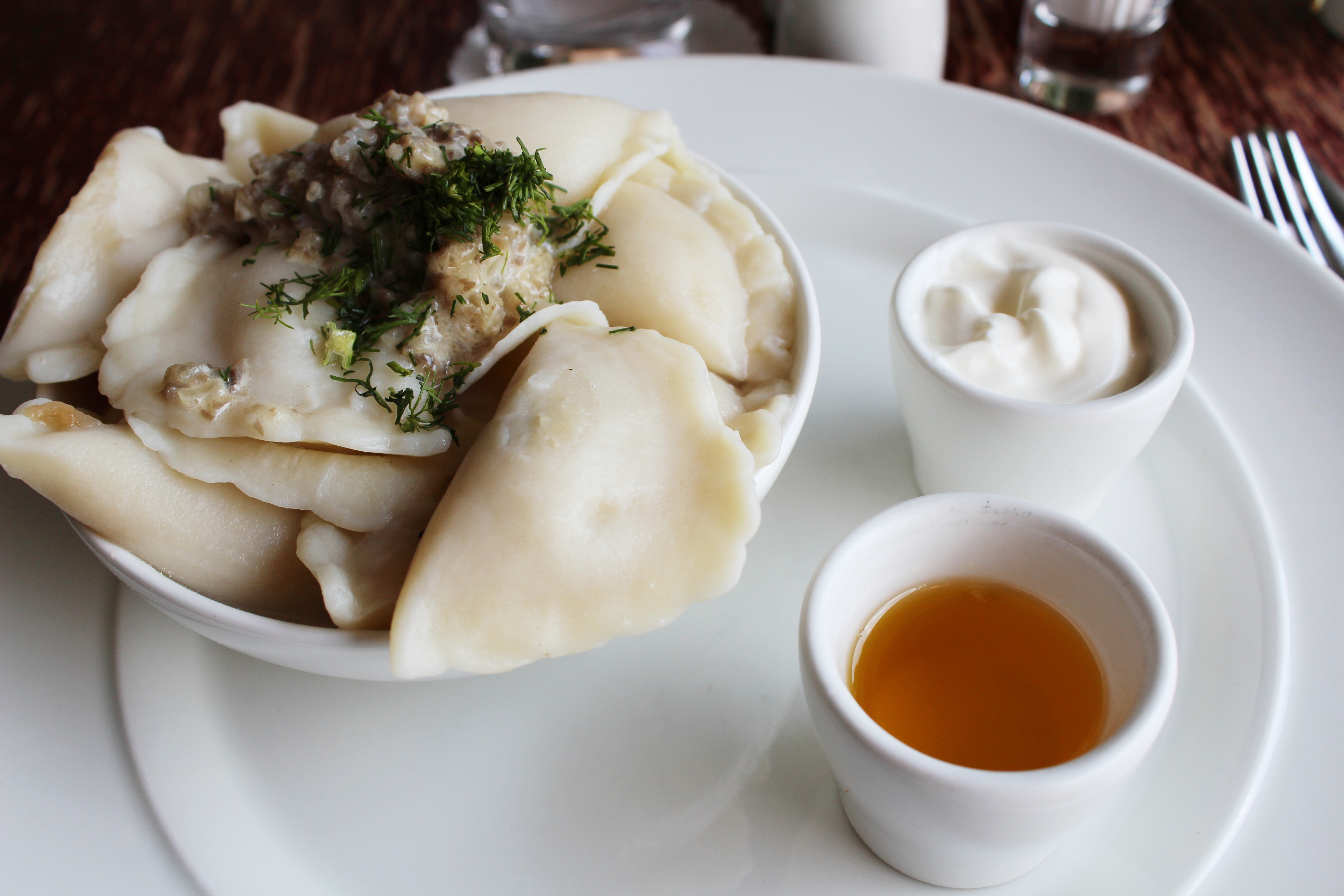
وارنیکی پر از گوشت، همراه با پیاز سرخ شده و خامه ترش
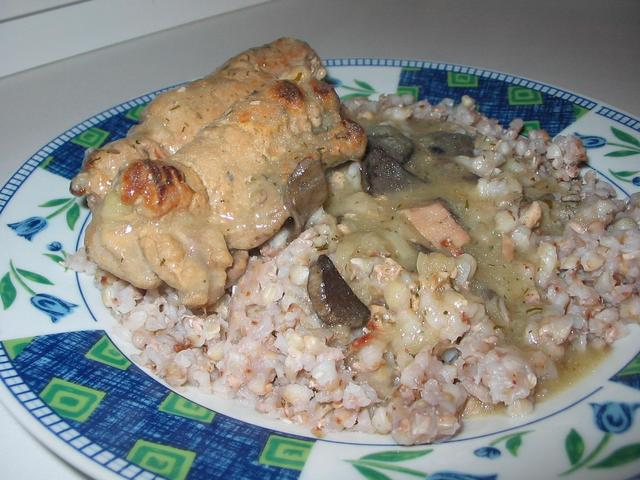
کروچنیکی با کاشا و سس قارچ سرو کرد

## خوراک‌های اصلی
- پیروگی (همچنین pyrohy در برخی از مناطق غربی اوکراین): نوعی غذاست که از خمیر و یک عامل ورآورنده برای لایه بیرون آن استفاده می‌شود و داخل آن با توجه به منطقه مصرف آن می‌تواند با سیب زمینی، گوشت چرخ کرده، پنیر خرد شده، پنیر مزرعه سفید، بیکن، قارچ، کلم سفید، اسفناج، سوسیس، کلم ترش و میوه یا دیگر مواد پر شده و سپس در روغن یا کره سرخ می‌شود یا در آب جوشانده می‌شود.[۴][۵] با خامه ترش و کره یا شکر سرو می‌شود.
- پیراشکی: نان‌های پخته شده با مواد پر شده مختلف، مانند گوشت چرخ شده، جگر، تخم مرغ، برنج، پیاز، کلم سرخ شده یا کلم ترش، کوارک، گیلاس و غیره
- دلمه کلم‌پیچ: که معمولاً کلم پر شده هم نامیده می‌شود از یک بشقاب برگ کلم پر شده تشکیل می‌شود. این یک غذای مشترک میان اقوامی از بالکان، و همچنین سایر نقاط اروپا مانند فنلاند و سوئد و همچنین خاورمیانه است. در اروپا این غذا را بر پایه گوشتهایی نظیر گوشت گاو، گوشت گوسفند یا گوشت خوک، به همراه چاشنی‌هایی مانند سیر، پیاز و ادویه تهیه می‌کنند. علاوه بر آن از غلاتی مانند برنج و جو، تخم‌مرغ، قارچ و سبزیجات هم استفاده می‌شود.